# Piratpartiet (Grekland)
Piratpartiet i Grekland (grekiska: Κόμμα Πειρατών Ελλάδας) grundades den 14 januari 2012 och har samma idégrund som Piratpartiet i Sverige, med reform av upphovsrätten, patentlagstiftning och respekt för den enskildes privatliv och  integritet. Partiet är full medlem i Pirate Parties International.

## Valresultat
I EU-valet den 25 maj 2014 deltog partiet i koalition med Ecologist Greens. Koalitionen fick 0,90 procent (51.573 röster)